# Emanuel Törnström
Emanuel Törnström, född 1798 i Karlskrona, död 16 december 1833 i Karlskrona, var en svensk amiralitetsbildhuggare.
Han var son till amiralitetsbildhuggaren Johan Törnström och Anna Catharina Ekelund och gift med Anna Katarina Wernlander samt far till Carl Johan Emanuel Törnström. Han var halvbror till Johan, Charles Fredrik och Per August Törnström samt farfar till Ida Törnström och farbror till Wilhelm Ferdinand Törnström. Han inledde sina studier för sin far vid bildhuggeriverkstaden i Karlskrona och omkring 1815 studerade han för Erik Gustaf Göthe i Stockholm. När hans far begärde och beviljades avsked 1825 utsågs han till amiralitetsbildhuggare i Karlskrona. Han var under sin verksamhetstid mycket produktiv och utförde bland annat ornamenten till linjeskeppet Carl XIV Johan 1824, fregatten af Chapman 1830 samt linjeskeppen Gustaf den store 1832 och Skandinavien som inte kom att sjösattes. Flera av hans galjonskulpturer till dessa fartyg finns idag bevarade vid Marinmuseum i Karlskrona och några miniatyrmodeller utförda i vax av hans skulpturer finns vid Statens sjöhistoriska museum i Stockholm. Bland hans bevarade arbeten från Stockholmstiden märks en gipsmedaljong av Carl XIV Johan som ingår i samlingarna på Prins Eugens Waldemarsudde.